# Umbilicària
Umbilicària (Umbilicaria) és un gènere de fongs ascomicots liquenitzats de l'ordre dels lecanorals (Lecanorales). Són líquens que creixen sobre les roques. Es troben a Amèrica del Nord. És un liquen comestible si es prepara bé i s'ha fet servir com aliment d'emergència pels primers exploradors nord-americans.
A la medicina tradicional xinesa i a la gastronomia asiàtica es fa servir l'espècie Umbilicaria esculenta.

## Galeria

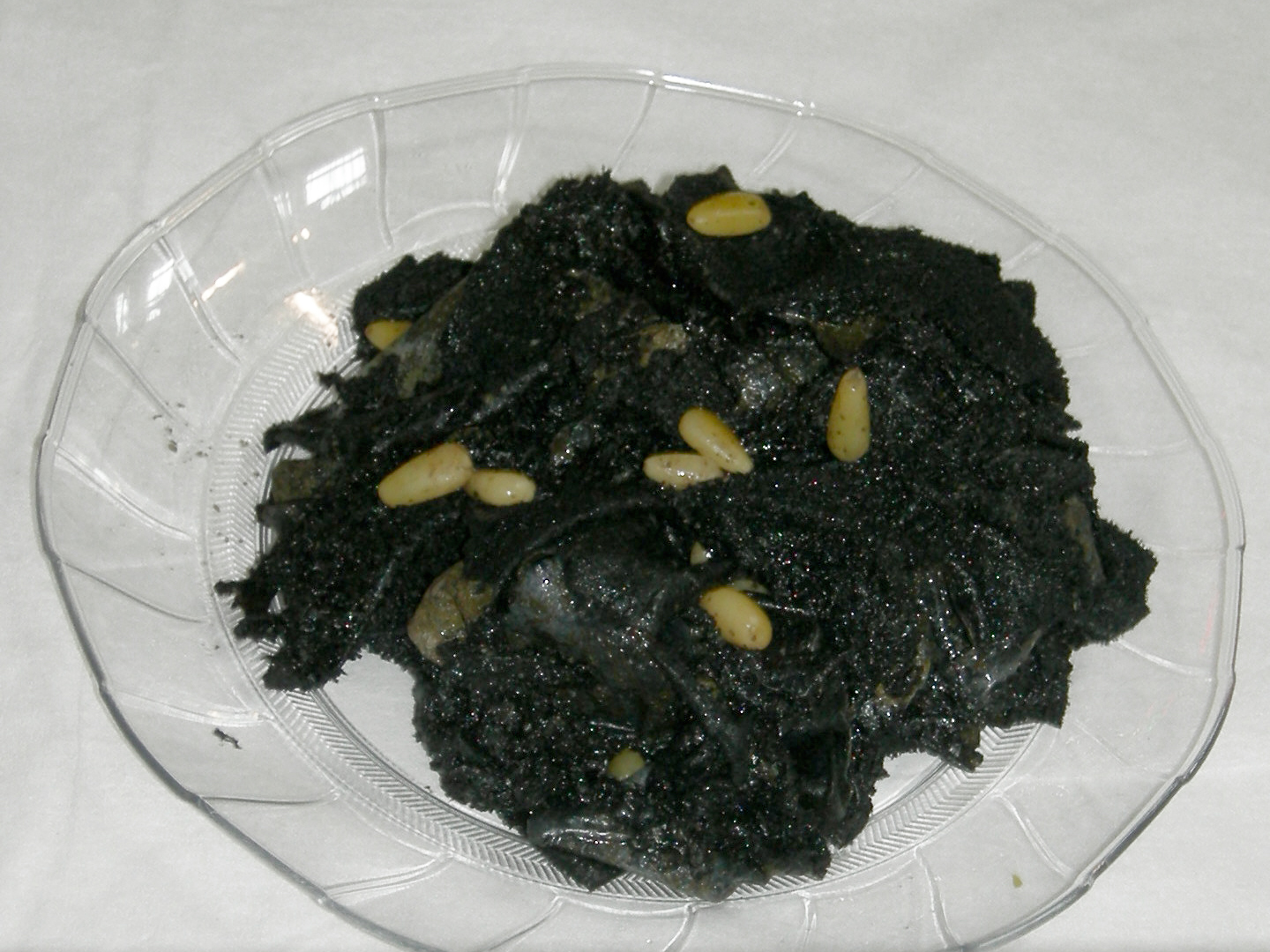
U. esculenta amb pinyons
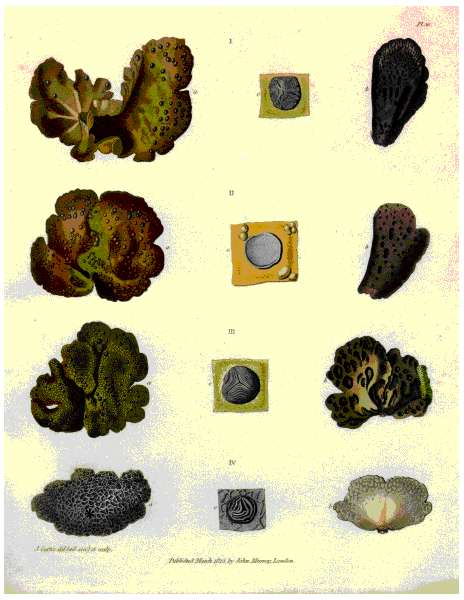
Líquens d'aquest tipus menjats pels homes de John Franklin al riu Coppermine
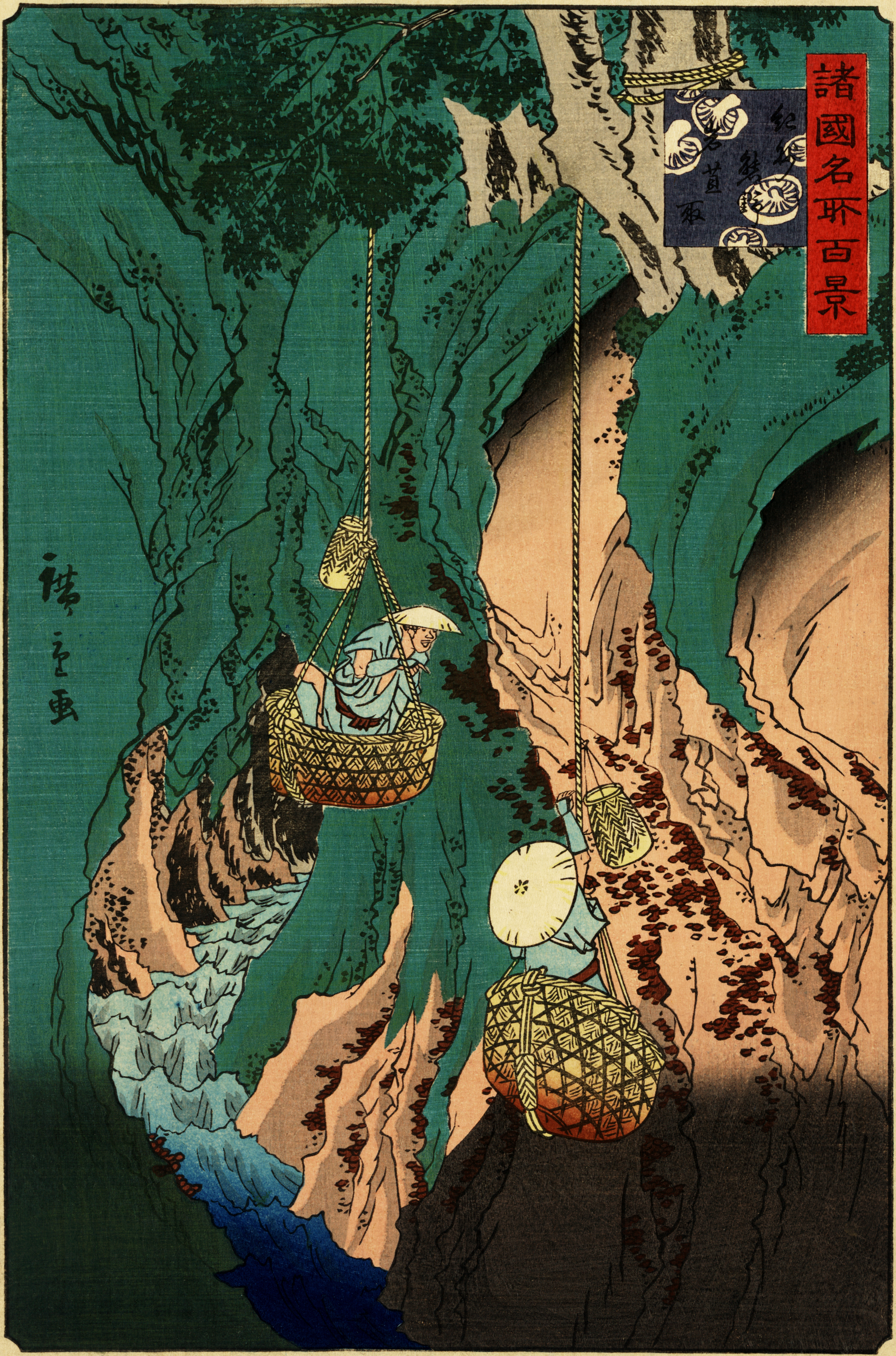
Kishū kumano iwatake tori
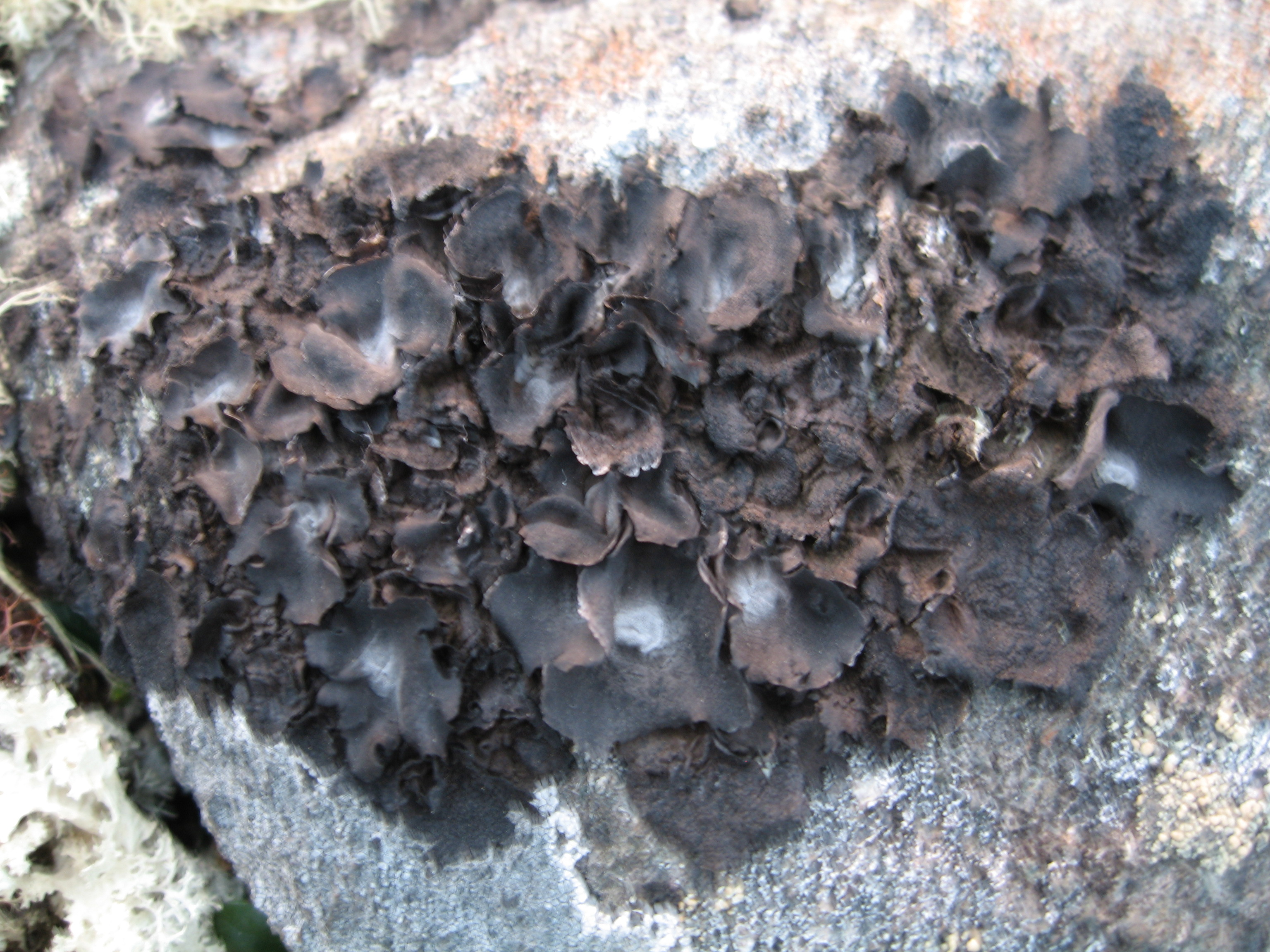
Umbilicaria havaasii